# Protofeminismo
O termo protofeminismo é, às vezes, aplicado a uma pessoa que defendia  valores semelhantes aos atuais valores feministas em uma época em que o termo "feminista" ainda era desconhecido, ou seja, antes do século XX. No entanto, a utilidade do termo protofeminista é rejeitado por alguns estudiosos modernos.

## História

### Grécia Antiga
O livro cinco de A República do Platão discute o papel da mulher:

São cães divididos em eles ou elas, ou ambos partilham igualmente a caça, vigia e nos outros deveres de cães? Ou será que podemos confiar os machos o completo e exclusivo cuidado dos rebanhos, enquanto que nós deixamos as fêmeas em casa, por causa da ideia que a fiação e amamentar os seus filhos é o suficiente para elas?

Em A República, o estado ideal para as mulheres segundo Platão, seria trabalhar ao lado de homens, receber a mesma educação, e igualdade em todos os aspectos do estado. A única exceção envolvendo as mulheres, era trabalhar em profissões que exigiam mais força física.

### Oriente Médio
No Oriente Médio durante a Idade Média, um dos primeiros esforços para melhorar o estatuto das mulheres ocorreu durante o início de reformas do Islã, que concedeu, às mulheres, direitos no casamento, divórcio e herança. Às mulheres, não era concedido estatuto legal em outras culturas, incluindo o Ocidente, até séculos mais tarde. O Dicionário Oxford do Islã afirma que a melhoria geral no estado das mulheres Árabes incluía a proibição do infanticídio feminino e o reconhecimento da humanidade das mulheres. "O dote, anteriormente considerado como o preço da noiva pago para o pai, tornou-se um presente nupcial mantido pela esposa, como parte de sua propriedade pessoal." Sob a lei Islâmica, o casamento já não era mais visto como um "estado", mas sim como um "contrato", em que o consentimento da mulher era imperativo. "As mulheres receberam o direito de herança de uma sociedade patriarcal que tinha anteriormente restritos a herança de parentes do sexo masculino." Annemarie Schimmel afirma que "em comparação com a a posição das mulheres pré-Islâmica, a legislação Islâmica significou um enorme progresso; as mulheres tinham direitos, pelo menos de acordo com a letra da lei, para administrar a riqueza que ela trouxera para a família ou ganhara pelo seu próprio trabalho."
Houve alguns que alegaram que isto é uma prova de matrilinearidade na sociedade pré-Islâmica, entre os Amirites do Iêmen e para o Nabateus no Norte da Arábia. Alguns têm especulado que a motivação de Maomé foi a de remover a matrilinearidade e instalar um sistema puramente patriarcal, que eles atribuem ser testemunha hoje. Shulamith Shahar acreditava que Cadija, sua esposa, foi a última bem-sucedida empresária que podia-se encontrar na Arábia. Os direitos provam que Cadija era a norma, não a exceção, antes de Maomé governar sobre a Arábia. Depois da revolução árabe de Maomé, a mulher empresária desaparece. Ela acredita que é provável que Maomé acabara com o sistema matrilinear e substituiu-o pelo patrilinear. Longe de ser um "proto-feminista", Maomé seria, portanto, o único que removeu os direitos, em uma época onde os direitos não estavam disponíveis para as mulheres na Europa e na Ásia.
Nos períodos pré-modernos, não houve um movimento formal feminista, no entanto, houve uma série de importantes figuras que argumentaram em favor dos direitos das mulheres e a autonomia. Estes vão desde o místico medieval e filósofo Ibn Arabi, que argumentava que as mulheres poderiam alcançar estados espirituais tão altos como os homens, até Nana Asma u', filha do reformador Usmã dã Fodio, que liderou a alfabetização e educação das mulheres muçulmanas.
As mulheres desempenharam um papel importante na fundação de muitas instituições de ensino islâmicas, tais como a fundação Fátima Alfiri da Universidade de Al-Karaouine em 859. Este processo continuou através do Império Aiúbida , nos séculos XII e XIII, quando 160 mesquitas e madrassas foram estabelecidas em Damasco, das quais 26 foram financiadas por mulheres através do Waqf. Metade de todo os patronos reais para estas instituições foram também  mulheres. Como resultado, as oportunidades de educação feminina surgiu no mundo Islâmico medieval. No século XII, o estudioso Sunitas ibne Açaquir escreveu que as mulheres podiam estudar, ganhar ijazahs (graus académicos), e qualificar-se como estudiosas e professoras. Este foi o caso especial para famílias aprendizes e acadêmicas, que queria garantir a mais alta educação para os seus filhos e filhas. Ibne Açaquir era a favor da educação feminina e tinha estudado com oitenta diferentes professoras em seu tempo. A educação das mulheres no mundo Islâmico foi inspirada por esposas de Maomé: Cadija, uma empresária de sucesso, e Aixa, um famosa erudita e líder militar. De acordo com um hádiceatribuído a Maomé, ele elogiou a mulher de Medina por causa do seu desejo de conhecimento religioso. Enquanto não havia restrições legais sobre a educação das mulheres, alguns homens não aprovam esta prática, tais como Maomé ibne Alhaje (d. 1336), que ficou chocado com o comportamento de algumas mulheres que, informalmente, assistiam a palestras em sua época:
[Considere] o que algumas mulheres fazem quando as pessoas se reúnem com um xeque para ouvir [a recitação] dos livros. Neste ponto, as mulheres vêm, também, para ouvir as leituras; os homens sentam-se em um lugar, as mulheres enfrentando-os. Ainda acontece nestes momentos que algumas das mulheres são levadas pela situação; uma vai se levantar e sentar, e gritar em voz alta. [Além disso,] se sua 'awra aparecer; em sua casa, a sua exposição seria proibida - como pode ser permitido em uma mesquita, na presença de homens?
A força de trabalho no Califado foi empregada a partir da diversidade étnica e religiosa, enquanto homens e mulheres estavam envolvidos em diversas profissões e atividades econômicas. As mulheres estavam empregadas em uma ampla gama de atividades comerciais e diversas ocupações: no sector primário (como agricultoras, por exemplo), o sector secundário (como trabalhadoras da construção civil, tintureiras, fiadoras etc.) e sector terciário (como investidoras, médicas, enfermeiras, presidentes de corporações, corretoras, vendedoras ambulantes, credoras, estudiosas, etc.). As mulheres muçulmanas também tiveram monopólio sobre determinados ramos da indústria têxtil, o maior e mais especializado mercado no momento, em profissões tais como fiação, tingimento e bordados. Em comparação, direitos de propriedade e o trabalho assalariado eram relativamente incomum na Europa até a Revolução Industrial nos séculos XVIII e XIX.
No século XII, o famoso filósofo Islâmico e cádi (juiz) Averróis, afirmou que as mulheres eram iguais aos homens em todos os aspectos, e possuíam capacidades iguais para brilhar na paz e na guerra, citando exemplos de mulheres guerreiras entre os Árabes, Gregos e Africanos para apoiar o seu caso. No início da história muçulmana, existem exemplos de grandes mulheres muçulmanas que lutaram durante as conquistas muçulmanas e Fitna (guerras civis), como soldadas ou generais incluído Nuçaíba binte Caabe, Aixa, Caula e Uafeira, e Um Umarah.

### Idade Média
Protofeministas da Idade Média reconhecidas como importantes participantes no desenvolvimento do feminismo incluem Marie de France, Leonor da Aquitânia, Bettisia Gozzadini, Nicola de la Haye, Cristina de Pisano, Edviges da Polónia, Laura Cereta, Malinche.

#### O papel da mulher na revolta dos camponeses
A revolta camponesa de 1381 foi uma rebelião nos finais da Idade Média contra a servidão britânica, e muitas mulheres tiveram papel de destaque. No dia 14 de junho de 1381, Senhor Chanceler e Arcebispo de Canterbury, Simão de Sudbury, foi arrastado desde a Torre de Londres e decapitado. O líder do grupo foi Johanna Ferrour, que ordenou esta ação violenta devido aos duros impostos de Sudbury. Ferrour também ordenou a decapitação do Senhor da Alta Tesouraria, Sir Robert Hales, por seu papel nos impostos. Além de comandar estes rebeldes, Ferrour queimou o Palácio de Savoy e roubou um baú de ouro de um duque. O Chefe de Justiça, John Cavendish, foi decapitado por Katherine Gamen, outra líder feminina.
De acordo com um professor de inglês da Bates College, Sylvia Federico, muitas vezes as mulheres tiveram o desejo mais forte de participar das revoltas, especialmente está em particular. Estas mulheres fizeram tudo o que os homens fizeram; elas eram tão violentos, se não mais, em suas ações, a fim de se rebelar contra o governo. Johanna Ferrour não foi a única mulher que foi uma líder dentro desta revolta, havia outras mais envolvidas—uma mulher foi acusada de incentivar um ataque contra uma prisão em Maidstone, Kent, enquanto outra líder feminina foi responsável pelo roubo de uma grande quantidade de mansões, que, assustou os servos tanto que eles não se sentia seguros o suficiente para retornar depois. Apesar de não haver muitas mulheres líderes dentro desta rebelião, foi, surpreendentemente, uma grande quantidade de mulheres que faziam parte da multidão. Por exemplo, havia setenta rebeldes femininas no condado de Suffolk.
As mulheres que estavam envolvidas nesta rebelião tinha razões válidas para participar, e, em alguns casos, assumir o papel de líder. O imposto de 1380, foi muito mais duro sobre as mulheres casadas, por isto, não é tão surpreendente que as mulheres eram tão violentas quanto os homens, se não mais, no que diz respeito ao seu envolvimento na revolta dos camponeses. Os vários atos de extrema violência exibida por essas mulheres exibiram seus ódios para o governo.

### Renascimento Europeu
Simone de Beauvoir escreveu que "a primeira vez que vemos uma mulher pegar um pincel em defesa de seu sexo" foi quando Cristina de Pisano escreveu Épître au Dieu d'Amour" (Epístola para o Deus do Amor) e O Livro da Cidade de Senhoras, na virada do século XV. Catarina de Aragão, a primeira embaixadora feminina oficial na história europeia, encomendou um livro de Juan Luis Vives, argumentando que as mulheres não tinham direito à educação, e incentivou e popularizou a educação para as mulheres na Inglaterra durante seu tempo como esposa de Henrique VIII.
Humanistas da renascença, como Vives e Agrícola argumentou que mulheres aristocráticas, no mínimo, exigia-se educação; Roger Ascham educou Elizabeth I, que lia latim e o grego e escreveu poemas ocasionais, como On Monsieur's Departure. A rainha Elizabeth I, foi descrita como tendo talento sem "fraqueza feminina'', com uma "perseverança masculina", e o corpo de uma fraca e débil mulher, mas com o coração e o estômago de um rei. A única maneira que ela pode ser vista como uma boa governante era ser descrita com qualidades viris. Sendo uma poderosa e bem-sucedida mulher durante o Renascimento, como a Rainha Elizabeth I, significou, em alguns aspectos, ser do sexo masculino, uma percepção de que gravemente limitada os potenciais femininos da mulher.
A única função e o valor social das mulheres era a reprodução. Este papel de gênero definia a principal identidade e propósito na vida das mulheres. Sócrates, um conhecido exemplo de amor e sabedoria para os humanistas do Renascimento, disse que ele tolerou sua primeira esposa Xântipe, porque ela deu-lhe filhos, da mesma forma que um tolerava o ruído de gansos, porque eles produzem ovos e filhotes. Esta analogia, perpetua a alegação de que a única função da mulher era a reprodução.
O casamento durante o Renascimento definia a mulher: ela era com quem ela houvesse se casado. Uma mulher solteira era propriedade de seu pai, e uma vez casada, ela tornou-se propriedade de seu marido. Os únicos direitos delas eram os privilégios concedidos pelo marido ou pai. As mulheres casadas eram obrigadas a obedecer a seus maridos, e eram esperada para serem castas, obedientes, agradáveis, gentis e submissas, e, quando não falava doce, em silêncio. Em The Taming of The Shrew (1593) de William Shakespeare, Katherina é considerado não-casável devido a seu temperamento forte e natureza franca, em contraste com  Bianca, sua bem-educada irmã. Katherina é vista como uma mulher rebelde – uma megera – que precisa ser domada para a submissão. Quando Petruchio doma-la, ela prontamente vai até ele quando ele á evoca, quase como um cão. Sua submissão é aplaudida, e a multidão de pessoas na festa aceitá-la como uma mulher adequada desde que agora ela é "adaptável para outras famílias Kates."
A educação era um elemento comemorado pela sociedade. Os homens eram aconselhados a ir para a universidade para adquirir conhecimento em várias disciplinas, mas a educação das mulheres — que foram esperadas para se tornar obedientes mulheres — era quase desconhecida. Uma mulher chamada Margherita, que viveu durante o Renascimento, aprendeu a ler e escrever aos 30 e poucos anos, então não haveria nenhum mediador para as cartas trocadas entre ela e seu marido. Apesar de Margherita ter desafiado os papéis de gênero, ela tornou-se alfabetizada não a fim de se tornar uma pessoa mais esclarecida, mas porque ela queria ser uma esposa melhor, ganhando a capacidade de se comunicar com seu marido diretamente. Quando uma mulher se envolvia na aprendizagem, certamente não era a norma. Em uma carta para a Senhora Baptista Maletesta de Montefeltro em 1424, o humanista Leonardo Bruni escreveu: "Enquanto você viver nestes tempos em que a aprendizagem tem decaído e é considerada positivamente milagrosa para atender a um homem sábio, muito menos uma mulher."

O pensamento de Bruni é que as mulheres não tinham necessidade de uma educação, porque elas não estavam envolvidas nos fóruns sociais em que o discurso educado é necessário. Na mesma carta, ele escreveu: 

Pois, por que haveria de sutilezas... mil... retóricas consumir os poderes de uma mulher, que nunca vê o fórum? Os concursos do fórum, como os de guerra e batalha, são a esfera dos homens. A delas não é a tarefa de aprender a falar e testemunhar contra, a favor e contra a tortura, contra a reputação... Ela vai, em uma palavra, deixar o jogo do fórum inteiramente aos homens."

Os famosos salões renascentistas, que realizavam debates inteligentes e palestras, não foram acolhedores para as mulheres. Esta negação de acesso a fóruns públicos, foi um problema para as mulheres instruídas, e contribuiu para a improbabilidade de uma mulher  obter uma educação de alto nível.
Durante o século XVI, o autor Veneziano, Modesta di Pozzo di Forzi, escreveu sobre a superioridade das mulheres, e Heinrich Cornelius Agrippa escreveu A Superior Excelência de Mulheres Sobre os Homens.

### Século XVII: não conformismo, protetorado e restauração
Marie de Gournay (1565-1645), o último amor de Michel de Montaigne, editou a terceira edição dos Ensaios de Montaigne após a sua morte. Ela também escreveu dois ensaios feministas, A Igualdade entre Homens e Mulheres (1622) e A Queixa das Senhoras (1626). Em 1673, Francisco Poullain de la Barre escreveu De l'égalité des deux os sexos (Sobre a igualdade dos dois sexos).
O século XVII viu o desenvolvimento de muitas seitas não conformistas, como os Quacres, o que permitiu uma maior liberdade de expressão para as mulheres do que as religiões estabelecidas. Observadores feministas sobre religião e espiritualidade incluíam Rachel Speght, Katherine Evans, Sarah Chevers, Margaret Fell, membro fundadora dos Quacres, e Sarah Blackborow Esta tendência continuou no destaque de algumas mulheres ministras e autoras como Maria Mollineux e Barbara Blaugdone nas primeiras décadas do Quakerismo. Em geral, porém, as mulheres que pregou ou expressou opiniões sobre a religião estavam em perigo de serem acusadas de loucura ou de feitiçaria, e muitas, como Anne Askew, que foi queimada na fogueira por heresia, morreu "por sua explícita ou implícita, desafio para a ordem patriarcal".

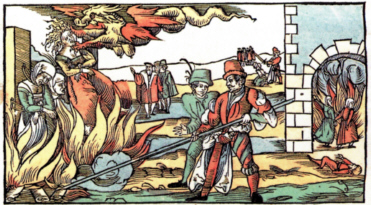
A queima de bruxas

Na França e na Inglaterra, ideias feministas foram atributos a heterodoxia, como os Valdenses e Cataristas, em vez de ortodoxia. Igualitarismo religioso, como o abraçado pelos Niveladores, transitam para a igualdade de género, e por isso tinha implicações políticas. As mulheres niveladores eram numerosas, e faziam manifestações públicas e petições para a igualdade de direitos, apesar de descartada pelas autoridades da época.
O século XVII, também viu mais mulheres escritoras emergentes, tais como Anne Bradstreet, Bathsua Makin, Margaret Cavendish, Duquesa de Newcastle, Lady Mary Wroth, e Mary Astell, que retrataram as mudanças dos papéis das mulheres e fizeram apelos para a sua educação. No entanto, elas encontraram considerável hostilidade, como exemplificado pela experiência de Cavendish, e Wroth, cujo trabalho não foi publicado até o século XX.
A França do século XVII também viu a ascensão de salões literários, culturais e locais de reunião da intelectualidade da classe alta com a participação de mulheres. Mas, enquanto, às mulheres, foi concedido salão de associação, elas ficavam no fundo, escrevendo, "mas não para publicação". Apesar da limitação do papel desempenhado pelas mulheres nos salões literários, Jean-Jacques Rousseau pensava-as como uma "ameaça para a 'natural' dominação dos homens".
Mary Astell é frequentemente descrita como a primeira escritora feminista. No entanto, esta representação não reconhecer a dívida intelectual para Anna Maria van Schurman, Bathsua Makin e outras mulheres que a precedeu. Ela foi, certamente, uma das primeiras autoras feministas inglesas, cujas análises são tão relevantes hoje como no seu próprio tempo, e foi além das primeiras autoras ao instaurar instituições de ensino para as mulheres. Astell e Aphra Behn, juntas lançaram as bases para a teoria feminista no século XVII. Nenhuma mulher iria falar tão forte novamente por mais um século. Em relatos históricos, Astell muitas vezes é ofuscada por sua mais jovem, colorida amiga e correspondente, Lady Mary Wortley Montagu.
A liberalização dos valores sociais e a secularização da Restauração Inglesa gerou novas oportunidades para as mulheres nas artes, uma oportunidade que elas usaram para avançar em sua causa. No entanto, dramaturgas encontraram semelhante hostilidade. Estas incluíram Catherine Trotter, Mary Manley e Maria Pix. A mais influente de todas, foi Aphra Behn, a primeira mulher Inglesa a alcançar o status de uma escritora profissional. Ela foi um romancista, dramaturga, e propagandista política. Embora bem-sucedida durante sua vida, Aphra Behn foi muitas vezes criticada como "não feminina" por autores do século XVIII como Henry Fielding e  Samuel Richardson. Da mesma forma, a crítica do século XIX, Julia Kavanagh, disse que "em vez de elevar o homem para os padrões morais das mulheres [Behn] afundou para o nível em que os homens estão". No século XX, Aphra Behn ganhou um maior número de leitores e aceitação dos críticos. Virginia Woolf, elogiou a sua carreira e escreveu, "todas as mulheres deveriam deixar flores caírem sobre a sepultura de Aphra Behn,...pois foi ela que ganhou o direito delas de falar o que pensam".
Na Europa continental, escritoras feministas importantes incluem Marguerite de Navarre, Marie de Gournay, e Anna Maria van Schurman que atacaram a misoginia e promoveram a educação das mulheres. No Novo Mundo, a freira mexicana, Juana Inês de la Cruz (1651-1695), avançou na educação das mulheres, particularmente em seu ensaio "Responder a Sor Philotea." No final do século XVII, as vozes das mulheres foram se tornando cada vez mais ouvidas, pelo menos por mulheres educadas. A literatura das últimas décadas do século, era por vezes referida como a "Batalha dos Sexos", e surpreendentemente polêmica, tais como "A Fidalga Companheira" de Hannah Woolley. No entanto, as mulheres receberam respostas medianas, e também ouviram uma contundente reação e mesmo a autodepreciação por outras mulheres. Elas também foram submetidas a pressões sociais, como menos oportunidades de trabalhar fora de casa e educação reforçadora da ordem social. 